# Timónovo
Timónovo - Тимоново (rus) - és un poble de l'óblast de Bélgorod, a Rússia. El 2010 tenia 479 habitants. Pertany al districte (raion) de Valuiki.